# Antalgická chůze
Antalgická chůze je atypický způsob chůze, vzniklý snahou nemocného vyhnout se bolesti, potažmo ušetřit postiženou oblast těla. Příčinou může být úraz, ortopedická vada, asymetrie pánve, kloubní onemocnění, lumboischialgický syndrom, cévní choroba, kolika a pod.